# Горки (Городокский район)
Горки (бел. Горкі) — деревня в Городокском районе Витебской области Белоруссии. Входит в состав Езерищенского сельсовета. Находится в 8 верстах к северо-западу от деревни Рудня на речке Огнеш.